# 文城郡 (北齐)
文城郡，中国南北朝北齐设置的郡。
北齐改襄城郡为文城郡，治所在武阳县（今河南省西平县西南），领武阳、遂宁县（今遂平县）。历经北周，隋文帝开皇三年（583年）废除。